# Marcel Laurent (écrivain)
Pour les articles homonymes, voir Marcel Laurent.
Marcel Laurent, né le 30 janvier 1912 à Vinzelles en Auvergne et mort le 7 mars 1985 à Chamalières, issu d'une famille de paysans et enterré à Saint-Laure, dans la plaine de la Limagne, était un écrivain français, professeur de lettres, pamphlétaire et critique littéraire et artistique.

## Une formation universitaire contrariée
Marcel Laurent a réalisé ses études secondaires au collège Michel de l’Hospital à Riom où il obtint le baccalauréat latin-grec en 1929. Admis à l’écrit, il échoue à l’oral pour le concours d’entrée à l'École normale supérieure, préparé au lycée Blaise-Pascal de Clermont-Ferrand.
Boursier de licence issu du concours, Marcel Laurent intègre alors l’université de Lyon en 1932 ; c'est là qu'il rencontre son futur ami, Armand Robin avec lequel il étudie le russe et le polonais.
Marcel Laurent obtient en 1934, à la suite d'un examen passé devant le professeur Zaleski, une bourse pour se rendre en Pologne et en Russie. En 1935, il commence sa carrière de professeur de Lettres & Grammaire au collège de Thiers. Son esprit anarchiste lui fait succéder les postes : Pont de Vaux, Saint Jean d’Angely, Castelnaudary.

## La guerre et ses conséquences
Inapte au service militaire, Marcel Laurent est toutefois appelé en 1940 à Agen dans l’artillerie coloniale.
Durant la guerre, Marcel Laurent écrit deux articles dans une presse lyonnaise peu diffusée qui lui vaudront d’être révoqué à la Libération[réf. nécessaire]. Il se tourne alors vers l’enseignement privé : collège de la rue Vaugirard à Paris, puis, en 1964, collège Saint-Dominique à Vichy, tout en fournissant quelques piges dès 1960 à la revue pédagogique L’École des Lettres.

## Activités littéraires
En 1961, à l’incitation de son camarade René Bouscayrol, Marcel Laurent lance le bulletin associatif Les Amitiés Riomoises. Marcel Laurent fournira quelque 50 articles à cette revue littéraire & artistique publiée sur 40 numéros de 1963 à 1972. Il écrit plus tard, en collaboration avec René Bouscayrol, un essai intitulé Les Perdrix d’Amable Faucon qui obtint trois prix littéraires dont, en 1967, le Prix des Volcans.

## Influences et œuvre
Cet auteur s'avoue lui-même avoir été très influencé par les écrits de Chateaubriand, Lucien Rebatet, Drieu la Rochelle et particulièrement de Robert Brasillach ; il écrira d'ailleurs avoir eu pour Bible le livre Présence de Virgile (1931) de ce dernier.
Son œuvre littéraire (pamphlets, essais, critiques littéraires & artistiques, biographies et monographies régionales) se poursuivra, outre des collaborations avec La France Latine, La revue d’histoire littéraire de la France, les Chroniques de Port-Royal, ainsi que L’Amitié Guérinienne, par une riche production de critiques et de monographies sur le monde paysan de son enfance.

## Œuvre

### Étude de critique et d'histoire littéraires, pamphlets
Catégorie de travaux la plus importante et celle qui correspond à la vocation profonde de l’auteur. Les pamphlets sont consacrés à la Défense de la Culture humaniste.
- 1966 : Les Perdrix d’Amable Faucon. Du fabliau au conte en patois limagnien, avec René Bouscayrol, 8 illustrations de Gérard, 133p. (Trois prix littéraires en 1967 : Prix des Volcans, Prix de l’Académie du Vernet, Prix Jean Cibié) Tirage 200 ex. sur pur fil Johannot, et, 1000 ex. sur papier offset de 125 gr.

- Coll. « Alceste ».
  - 1964, no 1 : « Religion de la Beauté, Gabriele d’Annunzio », p. 38-40 ; « Noblesse de l’Existensialisme, « Kierkegaard » par G. Gusdorf, éd. Seghers », p. 44-48.
  - 1965, no 4 : « De Max Stirner à La Liberté en nous », p. 1-4 ;
  - 1971, no 9 : « Lautréamont et le langage », p. 11-16 ;

- Coll. « Les cahiers d’Alceste ».
  - 1969 Trissotin roi ou les pitreries de la critique littéraire, Coll. « Les cahiers d’Alceste » no 1, 39p.
  - 1971 Rabelais, le monde paysan et le langage auvergnat, Coll. « Les cahiers d’Alceste » no 2.
  - 1972 Prosper de Barante et Madame de Staël, Coll. « Les cahiers d’Alceste » no 3.
  - 1973 Le terrorisme linguistique, Coll. « Les cahiers d’Alceste » no 4.
  - 1974 Vincent Van Gogh le paysan, Coll. « Les cahiers d’Alceste » no 5, 57p.
  - 1978 Le prêt à parler : Essai et lexiques, 157p.
  - 1979 Le miel et le vitriol : Carnets d’Alceste 1978-1979, Flâneries littéraires & artistiques, 175p. Souvenirs et notes ainsi qu’études sur « La nuit parisienne et la littérature » p. 95-117, « Le Comte Mosca (La Chartreuse des Parme, par Stendhal) » p. 119-129, « Caton (La guerre civile, par H. de Montherlant) pp. 131-134, « Violent seizième siècle » pp. 135-141, « Valéry Larbaud et la littérature italienne » pp. 143-150, « Sagesse de Delacroix » pp. 151-156, « Le Saint-Sébastien de Mantegna » pp. 157-161, « Les arbres de Ruysdael » pp. 162-168, « Les baigneuses de Renoir » pp. 169-173. L'auteur revisite le 15 septembre 1978 sa lecture du ''Le Sang Noir'' de Louis Guilloux 1935 (Saint-Brieuc) quarante-trois ans après sa découverte du roman. pp 49-50-51-52-54.
  - 1980 Armand Robin et la poésie poignante, 219p.
  - 1981 L'exilé de la Chaise-Dieu: Jean Soanen seul ouvrage non publié à compte d’auteur (Ed. Horvath, Roanne) et qui obtint trois récompenses (le Prix Sidoine-Apollinaire, le Prix de l'Académie du Vernet, le Prix Jean Cibiè). Dans le cadre de son ouvrage consacré l'évêque Jean Soanen (né à Riom en 1647 + 1740), Marcel Laurent bénéficia d'une bourse du C.N.R.S. qui lui avait permis d'aller à Utrecht (Hollande) étudier le dossier janséniste.
  - 1981 Fermina Márquez et Enfantines de Valery Larbaud.
  - 1983 Sur quelques grands romans, 185p. ; « Les romans examinés (d’Henry James, Hermann Hesse, Ernst Jünger, Pär Lagerkvist, Marguerite Yourcenar, Lucien Gachon, Aragon, Henri Bosco, Michel Déon) appartiennent à la plus haute littérature. Au-delà de leur intérêt narratif, ils proposent des idées sur la vie et le destin humains. Ils ont été choisis aussi pour leur puissance de rayonnement poétique. Marcel Laurent s’efforce d’illustrer une méthode de rigoureuse probité intellectuelle au service d’une analyse approfondie des œuvres ». Dans une correspondance du 24 septembre 1970, Marguerite Yourcenar reconnaît que « c’est l’analyse la plus pénétrante et la plus complète de « L’œuvre au noir » que je possède » (cf. p. 122).
  - 1984 Les paysans de Balzac et la Vie d’un simple d’Emile Guillaumin » ;

### Travaux sur l'histoire locale
Travaux concernant principalement des terroirs auvergnats et des témoignages vécus sur le monde paysan tel qu’il a existé jusque vers 1950:
- 1969 Vinzelles commune de Varenne ;
- 1971 Les termes de pâtisserie dans la région de Maringues-Lezoux, 40p., Ed. des Amitiés Riomoises ;
- 1971Riom pendant la guerre de 1870-1871, 43p., chez l'auteur ;
- 1972 Saint-Laure commune de Limagne, 110p ;
- 1974 Le canton d’Ennezat pendant la Révolution, 134p., chez l'auteur ;
- 1975 La vie quotidienne à Riom au lendemain de la guerre de 1871, 62p., chez l'auteur ;
- 1976 Vinzelles et Charnat : Deux Communes entre Dore et Allier (canton de Lezoux) avec une introduction géographique de son ami Lucien Gachon, 136p ;
- 1976 Paysans de Basse Auvergne au début du XXe siècle réimprimé en 1983 par Jeanne Laffitte. Évoquant la vie de sa famille et ses souvenirs personnels, Marcel Laurent a raconté "La vie des paysans de Basse Auvergne" pour l'émission "Histoire d'en parler" sur FR3 Auvergne Radio, série en 10 épisodes de 30 minutes (1979). Il a été aussi l'invité de la collection "Les Contes de la Mémoire"  enregistrés par FR3 Auvergne Radio (1976– 80 minutes)
- 1979 Les échos limagniens d’autrefois.

### Articles

#### Les Amitiés Riomoises(puisLes Amitiés Riomoises et Auvergnates)
Exergue « Parmi le troupeau restez un peuple » Henri Pourrat.
5 bulletins ronéotypés, de novembre 1961 à février 1963, pour servir de liens entre les adhérents parisiens de l’Association des Anciens Élèves du Collège Lycée Michel de l’Hospital.
Cf. « Les « Amitiés Riomoises » ont dix ans » in « Riom Journal », p. 1, 9, no 1119, 18/12/1971.
- AR01a « Notre collège (Michel de l’Hospital) au temps des Oratoriens », no 1, avril 1963 ; no 2, juillet 1963.
- AR01b Critique « Choix de textes de J.J. Rousseau, par Maxime Nemo » no 1, avril 1963.
- AR02 Critique « Comme à travers le feu, par Jean Montaurier » no 2, juillet 1963.
- AR04 Critique « La vie quotidienne à l’époque mérovingienne, par H. Lelong » no 4, janvier 1964.
- AR05 Critique « Le Jansénisme, par Louis Cognet » no 5, avril 1964.
- ARSP « Le patois limagnien » no 5, avril 1964 ; p. 5-8, n° spécial, juillet 1964.
- AR06a Critique « En écoutant Etienne Clémentel, par M. Jardonnet », no 6, juillet 1964.
- AR06b Critique « Pascal, par Louis Chaigne » no 6, juillet 1964.
- AR07a « Une aventure amoureuse à Riom en 1665 », no 7, octobre 1964.
- AR07b Critique « La Vierge Marie et l’émir Abdou, par Jacques Barzel », no 7, octobre 1964.
- AR08 Critique « Et ils le reconnurent, par Jean Montaurier », no 8, janvier 1965.
- AR09a « Riom de mon cœur » no 9, avril 1965.
- AR09b « Vinzelles, en feuilletant les vieux papiers », no 9, avril 1965 ; no 11, octobre 1965.
- AR10a « Armand Robin et l’hymne à la mère paysanne », no 10, juillet 1965.
- AR10b Critique « 1789, Les Français ont la parole, Ed. Juillard », no 10, juillet 1965.
- AR11 Critique « Où sont plantées mes racines, par Jean Montaurier », no 11, octobre 1965.
- AR12a Critique « Ni saints ni maudits, par Jean Montaurier », no 12, janvier 1966.
- AR12b « Vers l’esclavage par le jargon » no 12, janvier 1966.
- AR12c « Jean Soanen et le Cardinal de Noailles » no 12, janvier 1966 ; no 13, avril 1966.
- AR13 Critique « Chants pour l’horizon, par Blanche Messis », no 13, avril 1966.
- AR15a Critique « L’Auvergne et les auvergnats, par Lucien Gachon », no 15, octobre 1966.
- AR15b Critique « Printemps lozérien, par Olivier Alle », no 15, octobre 1966.
- AR16 Critique « Port Royal, par Marc Escholier », no 16, janvier 1967.
- AR17 Critique « Le joy d’armor des Troubadours, par Ch. Camproux », no 17, avril 1967.
- AR18a Critique « La vie rurale en France » (par Lucien Gachon, Coll. Que sais-je ?, PUF 1967), p. 7-9, no 18, juillet 1967.
- AR18b « Le conformisme paysan d’autrefois », p. 12, no 18, juillet 1967.
- AR18c Critique « Petite suite méditerranéenne, par P.A. Hauvette », no 18, juillet 1967.
- AR19a Critique « Les Provinciales, par Louis Cognet », no 19, octobre 1967.
- AR19b Critique « Pascal et les Roannez, par M.S. Mesnard », no 19, octobre 1967.
- AR20a « Gaspard des Montagnes héros épique ? », no 20, janvier 1968.
- AR18d « La Révolution à Vinzelles », p. 6, 8, no 18, octobre 1967 ; no 20, janvier 1968 ; p. 11-12, no 22, juillet 1968 ; no 24, janvier 1969.
- AR24 « La peinture au musée de Riom (écoles italienne et espagnole) » no 24, janvier 1969.
- AR21a « Les termes de moquerie et d’injure dans le dialecte de la région de Maringues – Lezoux » p. 8-10, no 21, avril 1968 ; p. 7-9, no 22, juillet 1968 ; no 23, octobre 1968 ; no 24, janvier 1969.
- AR21b Critiques « L’écorce » (de Jean-Claude Sordelli, Ed. Buchet-Chastel), et, « La voix des futaies » (de Françoise de Labareyre, Ed. Gerbert), p. 12, 7, no 21, avril 1968.
- AR25 « Instituteurs d’autrefois », p. 7-9, no 25, avril 1969.
- AR27 « Des Perdrix de Faucon … aux Perdrix de Vermenouze », p. 1-5, no 27, octobre 1969.
- AR26 « Regards sur un village limagnais au XVIIIe siècle : Saint-Laure », no 26, juillet 1969 ; p. 5, no 27, octobre 1969 ; p. 11-12, no 28, janvier 1970 ; p. 8-7, no 29, avril 1970 ; no 30, juillet 1970.
- AR30 « Une dispute autour d’un tombeau à Maringues en 1699 », no 30, juillet 1970.
- AR31 « Les termes de pâtisserie dans le dialecte de Maringues – Lezoux », no 31, octobre 1970 ; no 32, janvier 1971 ; no 33, avril 1971 ; p. 8, no 34, juillet 1971 ; no 35, octobre 1971.
- AR34a « Prosper de Barante et Madame de Staël », p. 1-4, no 34, juillet 1971.
- AR36a « Sur les dialectes d’Auvergne » no 36, janvier 1972.
- AR36b « Un lettré riomois au XIXe : François de Murat », no 36, janvier 1972 ; no 37, avril 1972.
- AR39 « À propos des monographies locales » p. 1-5, no 38, juillet 1972.
- AR34b Critique « Un personnage de Lucien Gachon : Henri Gouttebel » (cf. « Henri Gouttebel, instituteur » de Lucien Gachon, 2 vol. Ed. de Bussac) p. 9-11, no 34, octobre 1972.
- AR34c Table décennale des Amitiés Riomoises (1963-1972), p. 13-14, no 34, octobre 1972,

#### L’Auvergne littéraire
- AL187 Pascal et Barrès p. 1-21, no 187, 4e trim. 1965.
- AL190 Des paysans de Ramuz aux paysans limagniens, no 190, 1966. Cf. critique de Lucien A. Leclaire « Roman paysan ou roman régionaliste ? » in « L’Auvergne littéraire » p. 55-56, no 191, 4e trim. 1966.

#### Bulletin Historique & Scientifique de l’Auvergne (BHSA)
- BHSA Les clichés de comparaison dans le dialecte de la Limagne nord-est, communication auprès de l’Académie des Sc. Belles Lettres & Arts de Clermont-Ferrand le 7/12/1977 (non publiée dans le BHSA).
- BHSA646 Conflit ente Riom et Ennezat à propos d'un communal du Marais (XVIII-XIXe), in BHSA, p. 497-506, tome LXXXVI, no 646, juillet 1975.
- BHSA656 Les images-clichés dans le dialecte de la Limagne du Nord-Est, in BHSA, p. 89-109, tome LXXXIX, no 656-657, janvier 1978.
- BHSA665 Sur les livres de comptes d'un meunier de Buxerolles (1793-1844), in BHSA, p. 95-121, tome XC, no 665, avril 1980.
- BHSA667 Election à Riom (1877), (communication le 05/03/1980 auprès de l’Académie des Sc. Belles Lettres & Arts de Clermont-Ferrand, résumé in BHSA, p. 277/278, tome XC, no 667, octobre 1980.
- BHSA668 Jean Soanen et ses deux nièces, (communication le 01/10/1980 auprès de l’Académie des Sc. Belles Lettres & Arts de Clermont-Ferrand, résumé in BHSA, p. 327-328, tome XC, no 668, janvier 1981.
- BHSA670 Guérison miraculeuse de l'oratorien riomois P.-A. Malouet par l'intercession du diacre Pâris, in BHSA, p. 377-398, tome XC, no 670-671, juillet 1981.
- BHSA675 Vie religieuse (langage et pratiques) du monde paysan limagnien au début du XXe siècle, (communication le 03/03/1982 auprès de l’Académie des Sc. Belles Lettres & Arts de Clermont-Ferrand, résumé in BHSA, p. 193-195, tome XCI, no 675, octobre 1982.
- BHSA681 Un demi-solde auvergnat, combattant de la liberté : le Commandant Maurice Persat, d’Ennezat (1788-1858) (communication auprès de l’Académie des Sc. Belles Lettres & Arts de Clermont-Ferrand, résumé in BHSA, p. 86-88, tome XCII, no 681, avril 1984.

#### Revue d’Auvergne
- RA82N2 Jean Soanen, évêque de Senez, devant le « Concile » d’Embrun », pp. 95-112, Tome 82, n° 2, 1968.
- RA86N3 Henri Doniol, pp.191-230, Tome 86 n°3, 1972.